# Treinta y cuatro
El treinta y cuatro (34) es el número natural que sigue al treinta y tres y precede al treinta y cinco.

## Matemáticas
- Es un número compuesto, que tiene los siguientes factores propios: 1, 2 y 17. Como la suma de sus factores propios es 20 < 34, se trata de un número defectivo.
- Es el noveno término de la sucesión de Fibonacci, después de 21 y antes de 55.
- Es la constante mágica de un cuadrado mágico de 4 × 4.
- Un número semiprimo.
- Número libre de cuadrados.
- Número de Erdős-Woods.
- Un número heptagonal.
- Es un número de Pell acompañante.

## Ciencia
- Número atómico del selenio (Se).
- Objeto del Nuevo Catálogo General M34 es un cúmulo abierto en la constelación de Perseo.